# Dekstrorfan
Dekstrorfan (DXO) je psihoaktivni lek iz morfinanske hemijske klase koji deluje kao antitusivni lek (supresant kašlja) i disocijativni halucinogen. On je dekstro-stereoizomer racemorfana, gde je leva-polovina levorfanol. Dekstrorfan se proizvodi O-demetilacijom dekstrometorfana CYP2D6-om. Dekstrorfan je NMDA antagonist i doprinosi riziku zloupotrebe dekstrometorfana.

## Farmakologija
- Nekompetitivni antagonist N-metil-D-aspartatnog receptora (NMDAR).[2][3][4]
- Agonist σ1 i σ2 sigma receptora.[5][6]
- Antagonist α3β4, α4β2, i α7 nikotinskog acetilholinskog receptora.[7][8]
- Bloker L-tip naponom-kontrolisanog kalcijumskog kanala (LVGCC).[4][9]